# Макдональд, Рональд Джон
Рональд Джон Макдональд (англ. Ronald John MacDonald; 19 сентября 1874 или 27 сентября 1874, Фрэйзерс-Грант, Новая Шотландия — 3 сентября 1947, Антигониш, Новая Шотландия) — канадский и американский легкоатлет, выступавший в марафонском беге. Участник летних Олимпийских игр 1900 года.

## Биография
Рональд Макдональд родился 19 сентября 1874 года в канадской деревне Фрэйзерс-Грант.
В молодые годы перебрался вместе с семьёй в Бостон. Работал в телефонной компании Новой Англии. Учился в Бостонском колледже.
Начал заниматься бегом при участии старшего брата. В 1898 году стал победителем проводившегося во второй раз Бостонского марафона. Участвовал в нём также в 1901 и 1902 годах, но не смог финишировать.
В 1900 году вошёл в состав сборной США на летних Олимпийских играх в Париже. В марафонском беге занял последнее, 7-е место при шести сошедших с дистанции.
В 1901 году вернулся в Канаду и поступил в университет святого Франциска Ксаверия на подготовительный курс, после этого учился в университете Тафтса и Гарварде. Во время учёбы стал рекордсменом Канады в беге на 3 и 5 миль и на 1 милю в помещении.
Оставшуюся часть жизни занимался врачебной практикой в доминионе Ньюфаундленд и провинции Новая Шотландия.
Умер 3 сентября 1947 года в канадском городе Антигониш.

## Память
В 1979 году вошёл в Зал спортивной славы Новой Шотландии.